# Intenzionalità condivisa
L'intenzionalità condivisa è un concetto in psicologia che descrive la capacità dell’essere umano nell’interagire con lo stato psicologico degli altri. Secondo il pensiero tradizionale nelle scienze cognitive l'Intenzionalità condivisa (Shared Intentionality) supporta lo sviluppo del tutto, tramite le interazioni di gruppo e dell’assimilazione della conoscenza identità morale (moral identity) e evoluzione culturale (cultural evolution) che fornisce le fondamenta societarie, essendo un pre requisito della realtà sociale.
La conoscenza dell'intenzionalità condivisa si è sviluppata a partire dalla fine del secolo scorso. Questo costrutto in psicologia fu introdotto negli anni ’80 con una definizione semplice di condivisione diretta degli stati psicologici tra i partecipanti senza attribuire l’età in cui inizia. Lo sviluppo della conoscenza attraverso l'interazioni madre-bambino ha fornito maggiori informazioni sulla intenzionalità condivisa; questo permette al bambino di un anno di apprendere culturalmente. Successivamente, Professore Tomasello et al. hanno ipotizzato che, anche alla nascita, i neonati recepiscono questa Intenzionalità condivisa con i caregivers – tramite chi li accudisce deducendo quindi che questa abilità di condividere stati psicologici con gli altri emerge immediatamente dopo la nascita. Tomasello ha ipotizzato un graduale aumento dei legami sociali tra i bambini e i caregivers attraverso la forza motrice essenziale dell'intenzionalità condivisa che inizia con la condivisione delle emozioni dalla nascita.
Nel 2022, Michael Tomasello ha ricevuto il David Rumelhart Prize 2022 della Cognitive Science Society come premio per le sue intuizioni sull'evoluzione della cognizione e, in particolare, per lo sviluppo della conoscenza sul contributo dell'intenzionalità condivisa alla cognizione e alla formazione della realtà sociale.
Il concetto è leggermente vicino all'intenzionalità collettiva. La nozione filosofica di Intenzionalità collettiva definisce la capacità di un gruppo di formare co-interazioni quando gli individui sono congiuntamente interessati ad oggetti, questioni di fatto, stati di cose, obiettivi o valori. Questa co-interazione si verifica quando due o più individui intraprendano consapevolmente insieme un’attività. L’attributo dell’Intenzionalità collettiva è definito nell’interesse all’oggetto in un’intenzione comune ne, nel potere cosciente delle menti di essere congiuntamente diretti verso un obiettivo. Si pensa che l’Intenzionalità collettiva implichi solo intenzioni consapevoli che sono la causa della azioni. Per questo, già a tre o quattro anni, dopo anni di continue interazioni con altre persone, i bambini riescono a sviluppare un’abilità nell’Intenzionalità collettiva che serve per la comprensione dei fondamenti culturali basati su credenze e attività collettive. Al contrario, il costrutto psicologico dell’Intenzionalità condivisa, descrive processi inconsapevoli durante l’apprendimento sociale ad inizio vita, quando gli organismi sono in uno stadio di sviluppo cognitivo sensomotorio e non possiedono un pensiero astratto. Questa differenza implica la possibilità, tra i due concetti, di due processi neuropsicologici differenti alla base della loro comparsa.
Negli ultimi anni, il costrutto psicologico dell'Intenzionalità condivisa viene esplorato da diverse prospettive studiando: ad esempio, i processi cognitivi coinvolti nella creazione e nel sostegno dell'attività cooperativa del gruppo, l'attività neuronale collaborativa negli studi di neuroscienze inter-cerebrali, e le prestazioni di gruppo negli studi psicofisiologici. Tuttavia, la natura dell'interazione nell'intenzionalità condivisa non è chiara, del perché si manifesti anche nei neonati, organismi allo stadio di sviluppo dei riflessi semplici.

## Definizione
Nel pensiero classico, una definizione è una dichiarazione dell’essenza di un qualcosa. L’Intenzionalità condivisa è una variabile latente che può essere dedotta solo indirettamente. La definizione di questo costrutto psicologico dovrebbe essere considerata attentamente perché l’impatto traslazionale della ricerca dipende da come definiamo questo fenomeno implicito. La definizione dell'Intenzionalità condivisa dovrebbe costituire ulteriori direzioni di ricerca, ad esempio per comprendere i processi neurofisiologici alla base dell’individuazione degli obiettivi negli individui. Lo studio sull'Intenzionalità condivisa inizia con la comprensione del processo della capacità di consentire interazioni coordinate e collaborative tramite una motivazione a condividere stati mentali. Tuttavia, il perché questo modello di comprensione reciproca riesca anche nei neonati e l’essenza di questo fenomeno non è chiara. La definizione dovrebbe spiegare i significati di tale costituente così fondamentale per questo costrutto, così come questa condivisione di stati mentali può verificarsi, considerando l’età dell’organismo che manifesta questa capacità. La definizione iniziale non chiarisce come i bambini siano in grado di percepire l'Intenzionalità condivisa quando non riescono a comunicare attraverso segnali sensoriali all’inizio dell’apprendimento sociale. Anche l'essenza di uno stato mentale in questa fase di sviluppo necessita di chiarimenti.
Sulla base di recenti intuizioni nella ricerca neuroscientifica, un'ipotesi di basi neurofisiologiche dell'Intenzionalità condivisa ha specificato che questa interazione collaborativa emerge nelle coppie madre-bambino alla nascita per condividere lo stimolo sensoriale essenziale del reale problema cognitivo. Questo legame sociale consente l'addestramento ecologico degli organismi immaturi, a partire dal sottostadio dei riflessi semplici dello stadio sensomotorio dello sviluppo cognitivo.

## Contribuzione
L'Intenzionalità condivisa è un mezzo per l’apprendimento degli organismi dell’intorno sin dall’inizio della cognizione.
Il significato di questa nozione è che questa la comunicazione pre-percettiva sia cruciale per all’assimilazione della conoscenza ambientale nel periodo in cui gli organismi non riescono a comunicare attraverso segnali sensoriali. In questa fase gli organismi non sono nemmeno in grado di colpire; possono mostrare comportamenti orientati verso un obiettivo attraverso riflessi primitivi; Neanche la percezione degli oggetti può apparire autonomamente in questa fase di sviluppo. Gli organismi dovrebbero riuscire ad ottenere una rappresentazione olistica dell’ambiente, prima di avere la percezione, per poi riuscire ad elaborare con successo e organizzare, identificare e interpretare le informazioni sensoriali. Questa spiegazione del significato dell’Intenzionalità condivisa fornisce anche un ragionamento analitico sul perché essa viene definita come un’interazione inconsapevole in cui l’organismo ricevente immaturo sperimenta la capacità di selezionare l’unico stimolo che l’organismo contributore maturo prende di mira.
Una spiegazione dei processi neurofisiologici durante questa interazione iniziale è intrigante quanto essenziale poiché rivela prospettive per comprendere la percezione e la coscienza e promuove anche progressi in molti campi della conoscenza, dalla biomedicina all'intelligenza artificiale. In medicina, la valutazione della grandezza dell'intenzionalità condivisa nella diade madre-bambino può contribuire a valutare lo sviluppo cognitivo dei bambini. I progressi nella conoscenza dei processi sottostanti dell'intenzionalità condivisa possono fornire la gestione delle reti neurali artificiali di arti protesici intelligenti attraverso un legame con la rete sensomotoria umana. La fattibilità dell’integrazione del cervello umano con un computer apre la strada a una nuova fase nella progettazione dell’intelligenza artificiale.

## Ipotesi
Al giorno d'oggi, solo un'ipotesi tende a spiegare i processi neurofisiologici durante l'Intenzionalità condivisa nella complessità integrativa dal livello delle dinamiche cellulari a quelle interpersonali. Secondo Professore Igor Val Danilov, l'Intenzionalità condivisa emerge nella diade madre (contribuente) e bambino (destinatario) in condizioni specifiche che corrispondono al modello neurocognitivo di madre-feto. Questo modello di interazione tra organismi strettamente imparentati è descritto dai seguenti attributi: (i) apprendimento sociale in una mancanza di interazione sensoriale significativa tra di loro; (ii) stimoli incomprensibili (per il destinatario) in un contesto ecologico condiviso; (iii) un singolo oscillatore armonico a bassa frequenza.
All'inizio, le dinamiche interpersonali in questi organismi relativi mantengono il meccanismo ereditato di coinvolgimento sociale del destinatario al ritmo socio-biologico del contributore, sincronizzando i processi fisiologici in questi organismi. Pertanto, a livello cellulare, una coordinazione dell’attività neuronale gamma in ciascun organismo avviene in reti separate simili di diversi sottosistemi che sono rilevanti per le dinamiche interpersonali di questi organismi nello specifico contesto ecologico.
L'aumento dei battiti cardiaci del contributore (oscillatore a bassa frequenza) coordina la coordinazione temporale nelle oscillazioni gamma dei sottosistemi neuronali centrali e periferici in ciascun organismo annidando oscillazioni gamma di reti locali (interferenza delle onde delta e gamma). La coordinazione gamma-temporale locale modulata in modo simile in diverse zone cerebrali dei diversi sistemi nervosi fornisce un'attività neuronale coordinata che può fornire un'elaborazione neuronale integrata. Quindi, a causa delle dinamiche interpersonali, del contesto ecologico condiviso e dell’oscillatore a bassa frequenza, le cellule e persino le loro reti in diversi sistemi nervosi si comportano in modo coordinato (accoppiamento neuronale non locale) e l’elaborazione neuronale integrata in tutti gli organismi è simile. In queste condizioni, ogni atto intenzionale del contributore diventa un modello per il sistema nervoso del destinatario: le "istruzioni" sull'organizzazione strutturale sinaptica corrispondenti a uno specifico stimolo sensoriale.
In breve, i battiti cardiaci della madre possono sincronizzare le onde gamma cerebrali di insiemi sottosistemi neuronali centrali e periferici già eccitati, e simili in entrambi gli organismi a causa del bioritmo nell'ecosistema condiviso e, grazie a questa armonia fisiologica, all'attivazione di specifiche reti sensorimotorie nel trascinamento materno, allineano quelle nel feto; quindi a causa dell'ecosistema condiviso, questo porta il giovane sistema nervoso a rispondere correttamente a determinati stimoli sensoriali attraverso meccanismi statistici basati su numerose prove di successo ed errori. In tal modo, un atto intenzionale del contributore diventa contemporaneamente un'apparenza di percezione subliminale nel destinatario. Pertanto, l'accoppiamento neuronale non locale fornisce una percezione subliminale nel destinatario, simile all'atto intenzionale del contributore. L'intenzionalità condivisa fornisce al destinatario un indizio diretto per lo stimolo rilevante, fornendo una comunicazione pre-percettiva.
L'approccio dell'Intenzionalità condivisa tenta di combinare l'esternalismo con le idee empiristiche dell'inizio della cognizione attraverso l'apprendimento nell'ambiente. Secondo questo gruppo di posizioni della filosofia della mente (Esternalismo), i simboli comunicativi sono codificati nelle proprietà topologiche locali delle mappe neuronali, che riflettono un modello dinamico di azione. La rete neurale sensorimotoria consente di collegare il segnale rilevante a un simbolo specifico memorizzato nelle strutture sensorimotorie, che rivela significati tangibili. Da questa prospettiva, l'ipotesi dell'Intenzionalità condivisa completa anche la “Teoria del Nucleo della Conoscenza”, pur essendo l'ipotesi autosufficiente e indipendente.